# Lit (waluta)

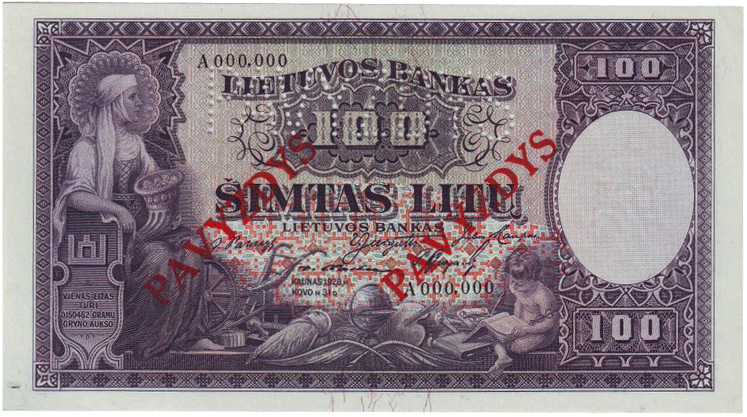
Banknot 100 litowy z 1928 r.

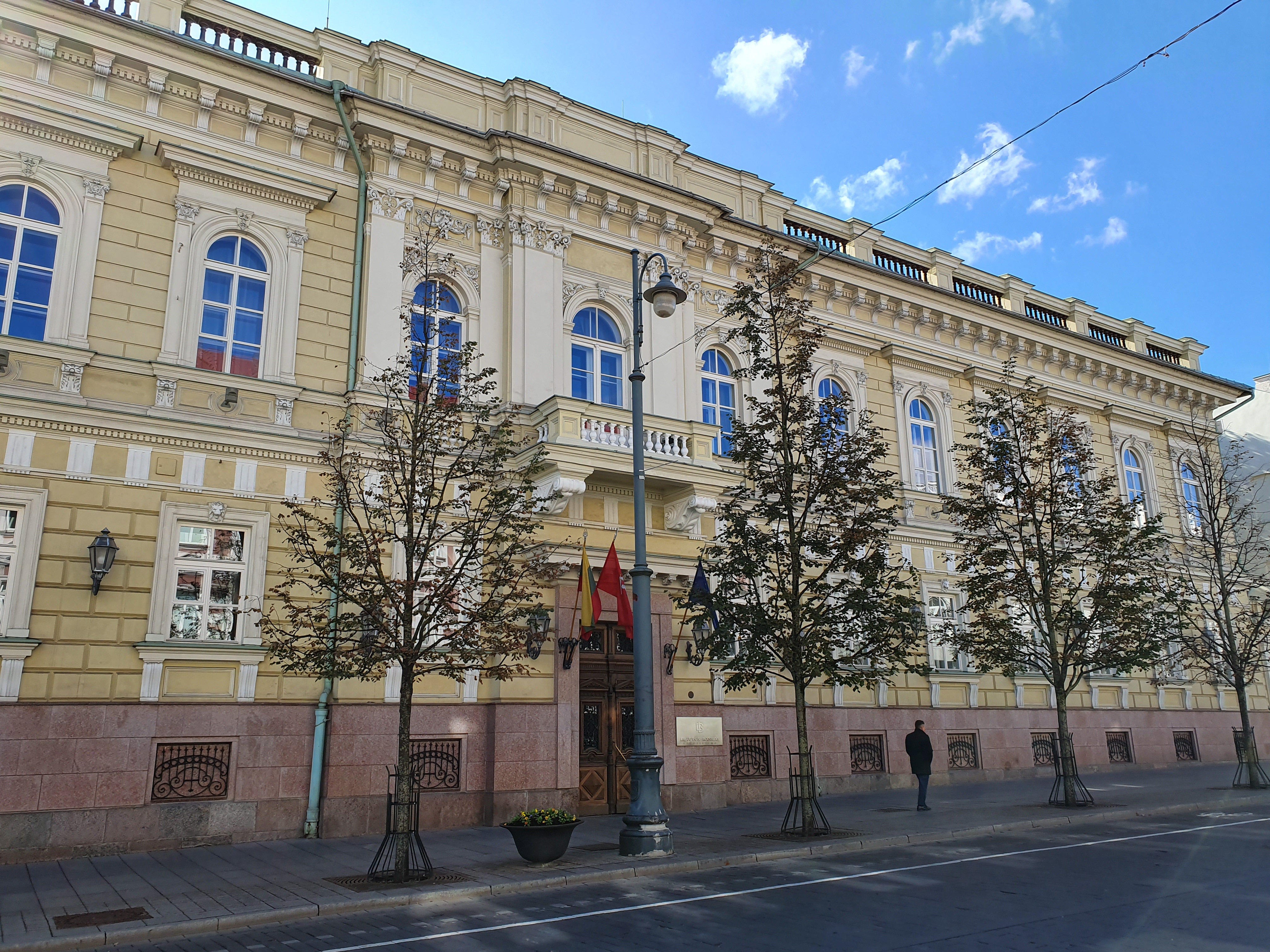
Siedziba Banku Litwy w Wilnie od 1990 r.

Lit – oficjalna waluta litewska w latach 1922–1941 oraz 1993–2015 (międzynarodowy skrót ISO 4217: LTL). 1 lit dzielił się na 100 centów. Od 2 lutego 2002 kurs lita wobec euro był stały i wynosił 3,4528 LTL za 1 EUR. 1 stycznia 2015 lit został oficjalnie zastąpiony przez euro, pozostawał jednak równolegle w obiegu do dnia 15 stycznia 2015.

## Lata 1922–1941
Od odzyskania niepodległości w 1918 aż do 1922 na Litwie w użyciu pozostawał niemiecki pieniądz okupacyjny, tzw. ostmarka, która na Litwie uzyskała oficjalną nazwę auksinas (złoty), zaś fenigi, na które się dzieliła, nazwane zostały skatikas (grosz). Wartość marki okupacyjnej, która wcześniej pozostawała również w obiegu w Estonii i na Łotwie, gwałtownie spadała na skutek inflacji, co najbardziej odczuwała ludność i gospodarka litewska. Kraj potrzebował raptownej reformy walutowej. 9 sierpnia 1922 Sejm litewski przyjął prawo walutowe, na mocy którego postanowiono wprowadzić do obiegu walutę narodową zastępującą ostmarkę.
W dwa dni później, 11 sierpnia 1922 Sejm powołał do życia Bank Litwy, któremu powierzono zadanie wprowadzenia do obiegu waluty narodowej. Nowa waluta, lit litewski (litas), dzielący się na 100 centów (centai) została wprowadzona do obiegu w dniu 2 października 1922. Najpierw do obiegu weszło 7 banknotów z datą 10 września 1922 noszących znamiona tymczasowości: 1, 5, 10, 20, 50 centów, oraz 1 i 5 litów. Zostały one wydrukowane w drukarni Otto Elsnera w Berlinie. Wartość lita w stosunku do dolara USA ustalono na 10:1, a zawartość czystego złota na 0,150462 g.
Pomiędzy listopadem 1922 a marcem 1923 do obiegu wprowadzono 12 dalszych banknotów, zastępujących poprzednie tymczasowe, noszących datę 16 listopada 1922. Zostały one wydrukowane w drukarni Hassego w Pradze, a zaprojektował je artysta malarz Adomas Varnas:
1, 2, 5, 10, 20, 50 centów, oraz 1, 2, 5, 10, 50 i 100 litów.
W późniejszych latach wprowadzono do obiegu banknoty projektu A. Žmudzinavičiusa, A. Galdikasa i Viliusa Jomantasa (1891-1960), wydrukowane przez Bradbury, Wilkinson & Co. Ltd. z Wielkiej Brytanii:
- 5 litów (1929)
- 10 litów (1927)
- 20 litów (1930)
- 50 litów (1928)
- 100 litów (1928)
- 100 litów (1924)
- 100 litów (1928)
- 1000 litów (1924).

### Monety
20 czerwca 1924 Sejm litewski przyjął ustawę o monetach. Zakładała ona wprowadzenie do obiegu monet z brązu i srebra. Przetarg na wybijanie monet wygrali Anglicy (King’s Norton Metal Works). W 1925 r. do obiegu wprowadzono pierwsze monety zaprojektowane przez artystę J. Zikarasa. Dodatkowe monety, wybijane już na Litwie (Spindulys, Kowno) weszły do obiegu w l. 1936 i 1938:
| Nominał                                                       | Rok wydania | Materiał        | Waga   | Nakład     | Wizerunek |
| ------------------------------------------------------------- | ----------- | --------------- | ------ | ---------- | --------- |
| 1 cent                                                        | 1925        | brąz aluminiowy | 1,6 g  | 5 000 000  |           |
| 1 cent (nowy projekt)                                         | 1936        | brąz            | 1,0 g  | 9 955 000  |           |
| 2 centy                                                       | 1936        | brąz            | 2,3 g  | 4 951 107  |           |
| 5 centów                                                      | 1925        | brąz aluminiowy | 2,1 g  | 12 000 000 |           |
| 5 centów (nowy projekt)                                       | 1936        | brąz            | 3,0 g  | 4 800 000  |           |
| 10 centów                                                     | 1925        | brąz aluminiowy | 3,0 g  | 12 000 000 |           |
| 20 centów                                                     | 1925        | brąz aluminiowy | 4,0 g  | 8 000 000  |           |
| 50 centów                                                     | 1925        | brąz aluminiowy | 5,0 g  | 5 000 000  |           |
| 1 lit                                                         | 1925        | srebro          | 2,7 g  | 5 985 000  |           |
| 2 lity                                                        | 1925        | srebro          | 5,4 g  | 3 000 000  |           |
| 5 litów                                                       | 1925        | srebro          | 13,5 g | 1 000 000  |           |
| 5 litów – Jonas Basanavičius                                  | 1936        | srebro          | 9,0 g  | 2 750 000  |           |
| 10 litów – wielki książę Witold                               | 1936        | srebro          | 18,0 g | 876 000    |           |
| 10 litów – XX-lecie niepodległości, prezydent Antanas Smetona | 1938        | srebro          | 18,0 g | 180 000    |           |

Po okupacji Litwy przez ZSRR w czerwcu 1940 lity pozostały w obiegu do 25 marca 1941, przy czym od 25 listopada 1940 były w obiegu razem z rublem ZSRR. Od 25 marca 1941 zostały zastąpione przez ruble radzieckie. Lity wymieniano na ruble w stosunku 1:0,9.

## Okres od 1990 r.
1 marca 1990, na 10 dni przed ogłoszeniem niepodległości, reaktywowano zlikwidowany w 1940 Bank Litwy, który latem 1991 wprowadził do obiegu przejściową walutę, talon (talonas), która znajdowała się w obiegu razem z rublem. 1 października 1992 rubel został wycofany, a w obiegu pozostały jedynie talony jako przejściowy pieniądz litewski. 14 czerwca 1993 podjęta została decyzja o wprowadzeniu do obiegu waluty narodowej, lita, który zastąpił prowizoryczne i łatwe do fałszowania talony, które nie cieszyły się zaufaniem ludności. Decyzja została wprowadzona w życie 25 czerwca 1993, kiedy w obiegu pojawiły się banknoty i monety w walucie litowej. Monety 10, 20, 50 centów oraz 1, 2 i 5 litów edycji 1991 zostały wybite w Wielkiej Brytanii (Birmingham Mint Ltd.). Monety o nominałach 1, 2 i 5 centów były wybijane na Litwie. Od 1993 r. monety były wybijane na Litwie.
| Nominał                                                      | Rok wydania                                                                        | Materiał                   | Waga   | Wizerunek |
| ------------------------------------------------------------ | ---------------------------------------------------------------------------------- | -------------------------- | ------ | --------- |
| 1 cent                                                       | 1991                                                                               | aluminium                  | 0,8 g  |           |
| 2 centy                                                      | 1991                                                                               | aluminium                  | 1,1 g  |           |
| 5 centów                                                     | 1991                                                                               | aluminium                  | 1,4 g  |           |
| 10 centów                                                    | 1991                                                                               | brąz                       | 1,4 g  |           |
| 10 centów (inny projekt)                                     | 1997, 1998, 1999, 2000, 2003, 2006, 2007, 2008, 2009, 2010, 2011, 2012, 2013, 2014 | stop miedzi, cynku i niklu | 2,6 g  |           |
| 20 centów                                                    | 1991                                                                               | brąz                       | 2,1 g  |           |
| 20 centów (inny projekt)                                     | 1997, 1998, 1999, 2000, 2003, 2007, 2008, 2009, 2010, 2011, 2012, 2013, 2014       | stop miedzi, cynku i niklu | 4,8 g  |           |
| 50 centów                                                    | 1991                                                                               | brąz                       | 3,0 g  |           |
| 50 centów                                                    | 1997, 1998, 1999, 2000, 2003, 2008, 2009, 2010, 2011, 2012, 2013, 2014             | stop miedzi, cynku i niklu | 6,0 g  |           |
| 1 lit (wycofany z obiegu)                                    | 1991                                                                               | miedzionikiel              | 2,3 g  |           |
| 1 lit – 75-lecie lita i Banku Litewskiego                    | 1997                                                                               | miedzionikiel              | 6,25 g |           |
| 1 lit – 10-lecie łańcucha bałtyckiego Wilno-Tallinn          | 1999                                                                               | miedzionikiel              | 6,25 g |           |
| 1 lit                                                        | 1998, 1999, 2000, 2001, 2002, 2003, 2008, 2009, 2010, 2011, 2012, 2013, 2014       | miedzionikiel              | 6,25 g |           |
| 1 lit – 425-lecie Uniwersytetu Wileńskiego                   | 2004                                                                               | miedzionikiel              | 6,25 g |           |
| 1 lit – odbudowa Zamku Dolnego w Wilnie                      | 2005                                                                               | miedzionikiel              | 6,25 g |           |
| 1 lit – Wilno europejska stolica kultury                     | 2009                                                                               | miedzionikiel              | 6,25 g |           |
| 1 lit – 600-lecie bitwy pod Grunwaldem                       | 2010                                                                               | miedzionikiel              | 6,25 g |           |
| 1 lit – XXXVII Mistrzostwa Europy w Koszykówce Mężczyzn 2011 | 2011                                                                               | miedzionikiel              | 6,25 g |           |
| 1 lit – Prezydencja Litwy w Radzie Unii Europejskiej         | 2013                                                                               | miedzionikiel              | 6,25 g |           |
| 2 lity (wycofane z obiegu)                                   | 1991                                                                               | miedzionikiel              | 3,4 g  |           |
| 2 lity                                                       | 1998, 1999, 2000, 2001, 2002, 2003, 2008, 2009, 2010, 2011, 2012, 2013, 2014       | bimetal miedź i nikiel     | 7,5 g  |           |
| 5 litów (wycofane z obiegu)                                  | 1991                                                                               | miedzionikiel              | 4,4 g  |           |
| 5 litów                                                      | 1998, 1999, 2000, 2003, 2008, 2009, 2010, 2011, 2012, 2013, 2014                   | bimetal miedź i nikiel     | 10,1 g |           |

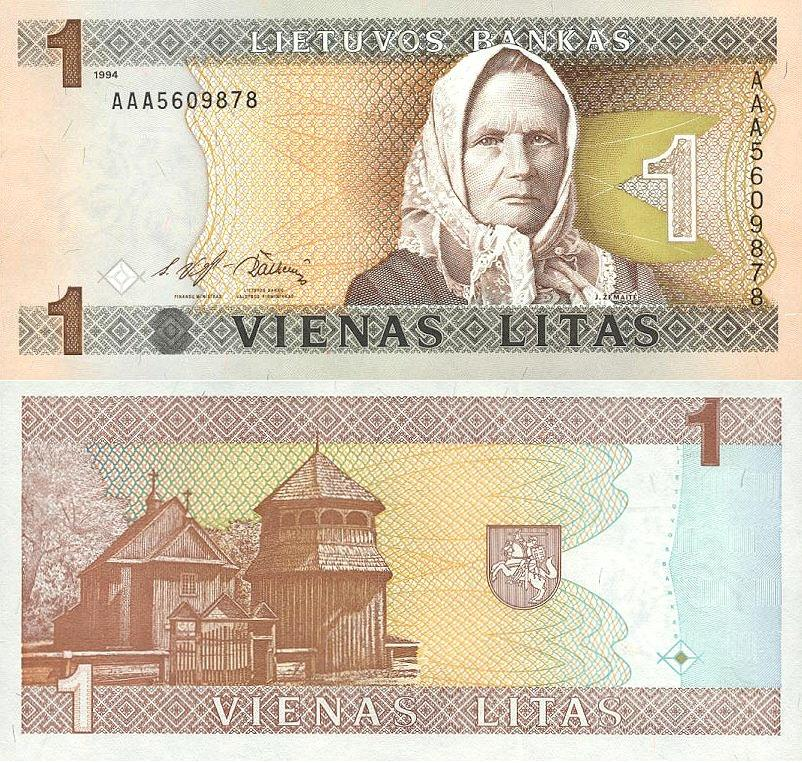
Wycofany z obiegu banknot 1 litowy z 1994 r.

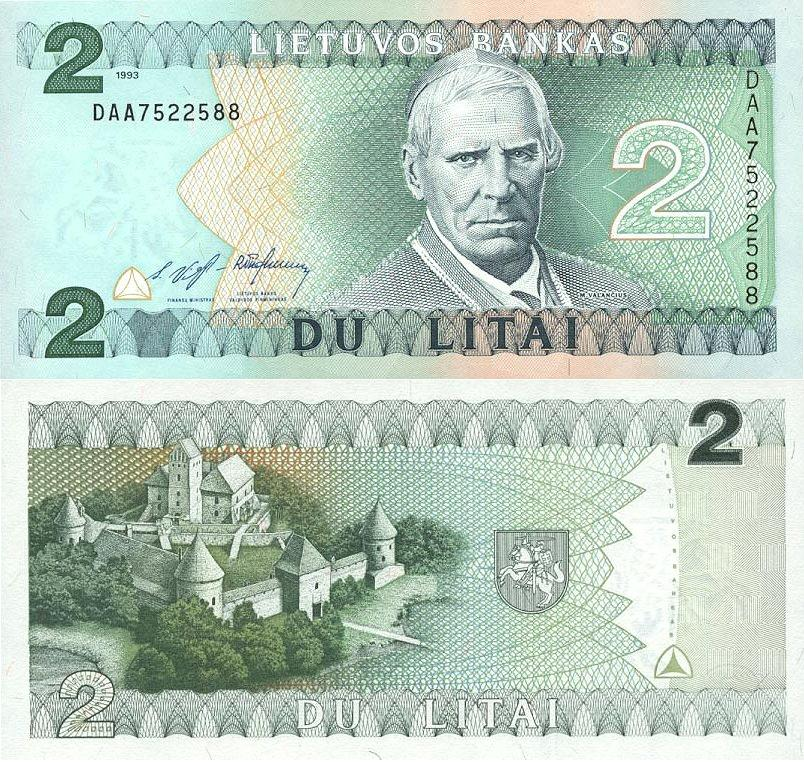
Wycofany z obiegu banknot 2 litowy z 1993 r.

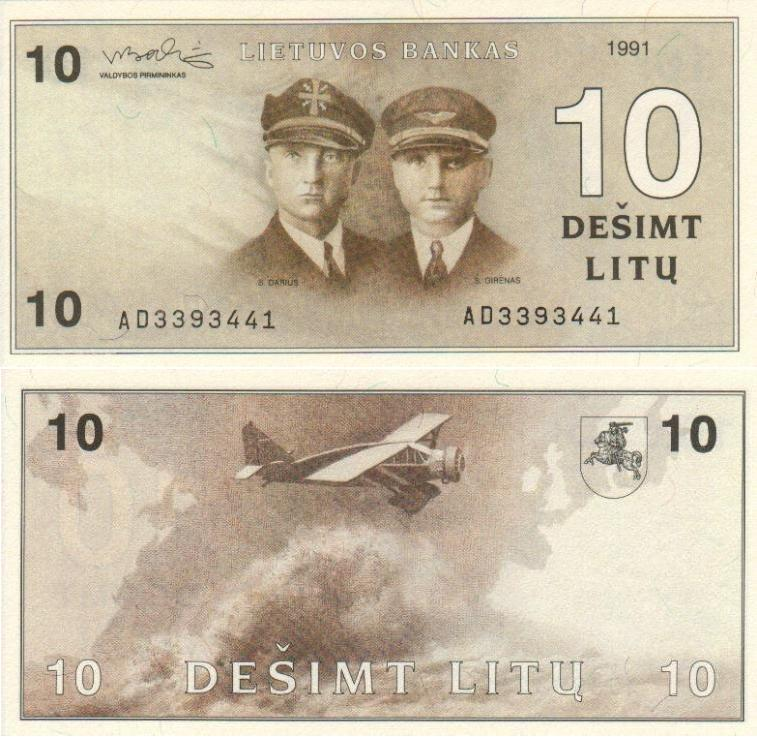
Wycofany z obiegu z powodu braku zabezpieczeń przed fałszowaniem banknot 10 litowy z 1991 r.

Oprócz wyżej wymienionych monet Bank Litwy wydał szereg tzw. monet kolekcjonerskich w walucie litowej. Monety te jednak nie są spotykane w obiegu i stanowią jedynie przedmiot kolekcjonerski lub obiekt inwestycji, jako że najczęściej wykonane są z metali szlachetnych (złoto i srebro).
Banknoty w walucie litowej wprowadzone do obiegu od czerwca 1993 były drukowane w USA przez US Banknote Corporation i Crane & Co., a także przez Komori Currency Technology w Japonii. Do obiegu weszły następujące banknoty:
- 1 lit (1994, wycofany z obiegu. Podobizna poetki Juliji Žemaitė)
- 2 lity (1993, wycofany z obiegu. Podobizna biskupa Motiejusa Valančiusa)
- 5 litów (1993, wycofany z obiegu. Podobizna językoznawcy Jonasa Jablonskisa)
- 10 litów (1991, 1993 wycofany z obiegu; drobne różnice w projekcie)
- 10 litów (1997, 2001, 2007; drobne różnice w projekcie)
- 20 litów (1991, 1993 wycofany z obiegu; drobne różnice w projekcie)
- 20 litów (1997, 2001, 2007; drobne różnice w projekcie)
- 50 litów (1991, 1993, wycofany z obiegu; drobne różnice w projekcie)
- 50 litów (1998, 2003; drobne różnice w projekcie)
- 100 litów (2000, 2007; drobne różnice w projekcie)
- 200 litów (1997)
- 500 litów (2000).

Wkrótce po wprowadzeniu do obiegu banknotów 10-, 20- i 50-litowych emisji z 1991 zostały one wycofane z obiegu z uwagi na brak zabezpieczeń utrudniających fałszowanie. 1 marca 2007 Bank Litwy wycofał z obiegu również banknoty o nominałach 1 lit, 2 lity, 5 litów oraz banknoty o nominałach 10, 20 i 50 litów emisji z 1993.
Z dniem 1 stycznia 2015 r. Litwa przystąpiła do strefy euro – jako 19. kraj przyjmujący wspólną walutę. Bank centralny Litwy podpisał porozumienie z niemieckim Bundesbankiem na nabycie banknotów euro wszystkich nominałów. Na Litwę dostarczono 132 miliony sztuk banknotów o łącznej wadze 114 ton. W 2014 r. Litwa wyprodukowała 200 mln monet, a w 2015 r. wybije dodatkowo 170 mln szt. Ich łączna masa będzie wynosić 1740 ton.